# Morat
Morat (toponimo francese; in tedesco Murten, in italiano Morato, desueto) è un comune svizzero di 8 222 abitanti del Canton Friburgo, nel distretto di Lac del quale è il capoluogo; ha lo status di città.

## Geografia fisica
Morat si affaccia sull'omonimo lago.

## Storia
Nella storia elvetica è famoso per la battaglia del 22 giugno 1476 tra i borgognoni di Carlo I "il Temerario" e gli svizzeri alleati di Luigi XI di Francia, durante le cosiddette Guerre borgognone, conclusasi con la schiacciante vittoria di questi ultimi.
Il 1° gennaio 1975 ha inglobato il comune soppresso di Burg bei Murten, il 1° gennaio 1991 quello di Altavilla, il 1° gennaio 2013 quello di Büchslen e il 1° gennaio 2016 quelli di Courlevon (che a sua volta il 15 febbraio 1974 aveva inglobato il comune soppresso di Coussiberlé), Jeuss, Lurtigen e Salvenach.
Il 1º gennaio 2022 ha inglobato gli attigui comuni soppressi di Galmiz e Gempenach e quello di Clavaleyres, il quale è così passato dal Canton Berna al Canton Friburgo.

## Monumenti e luoghi d'interesse

### Architetture religiose

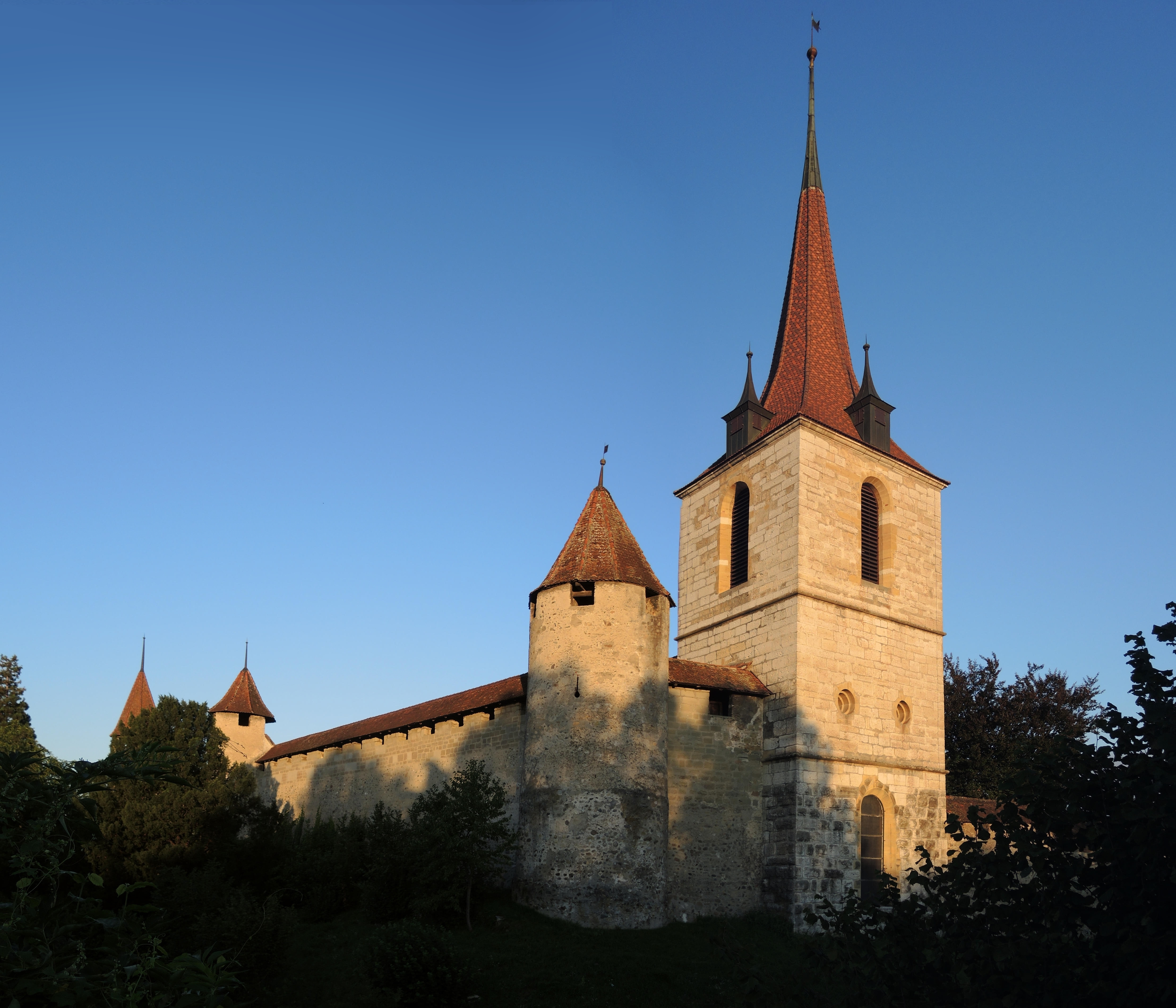
La chiesa riformata tedesca

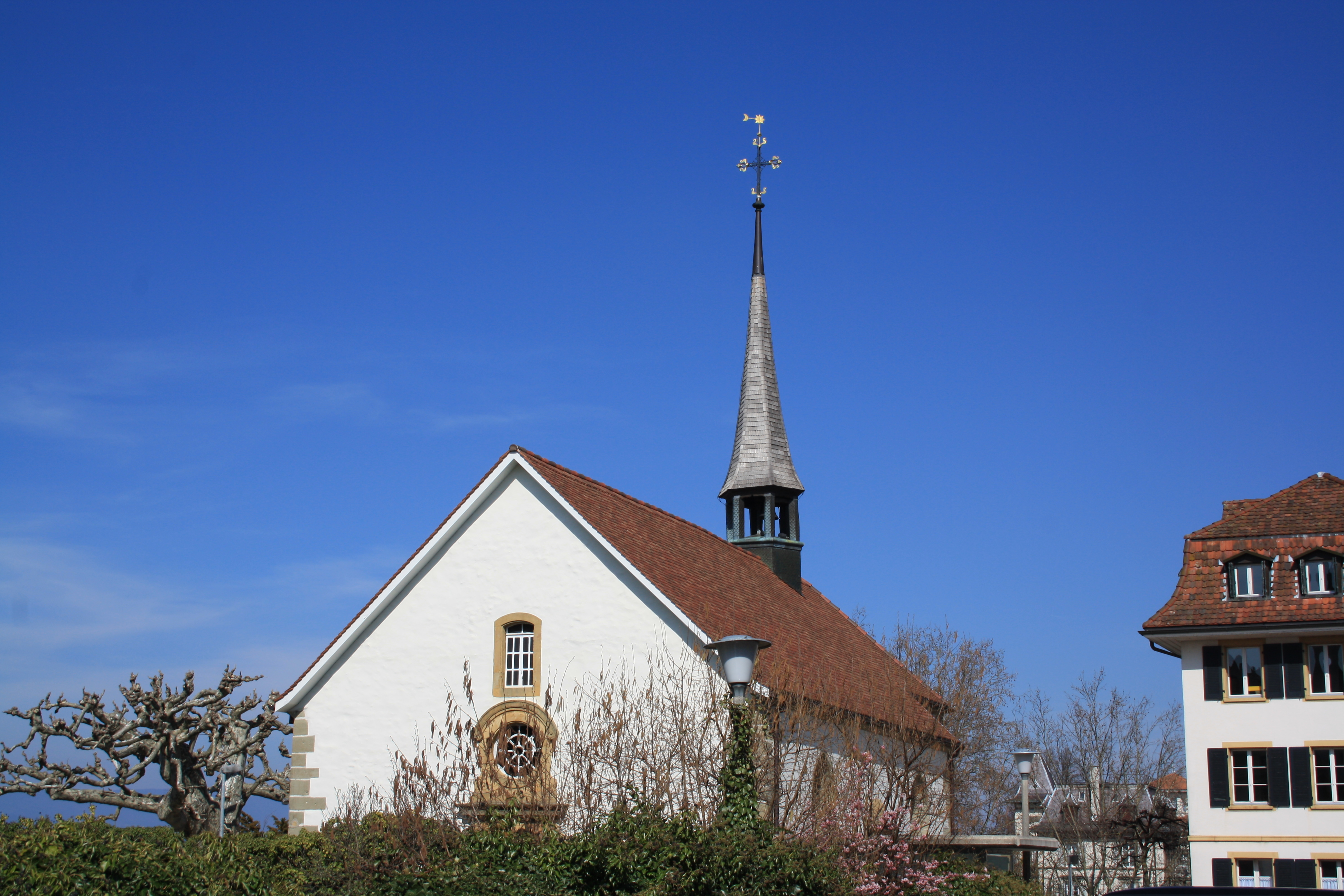
La chiesa riformata francese

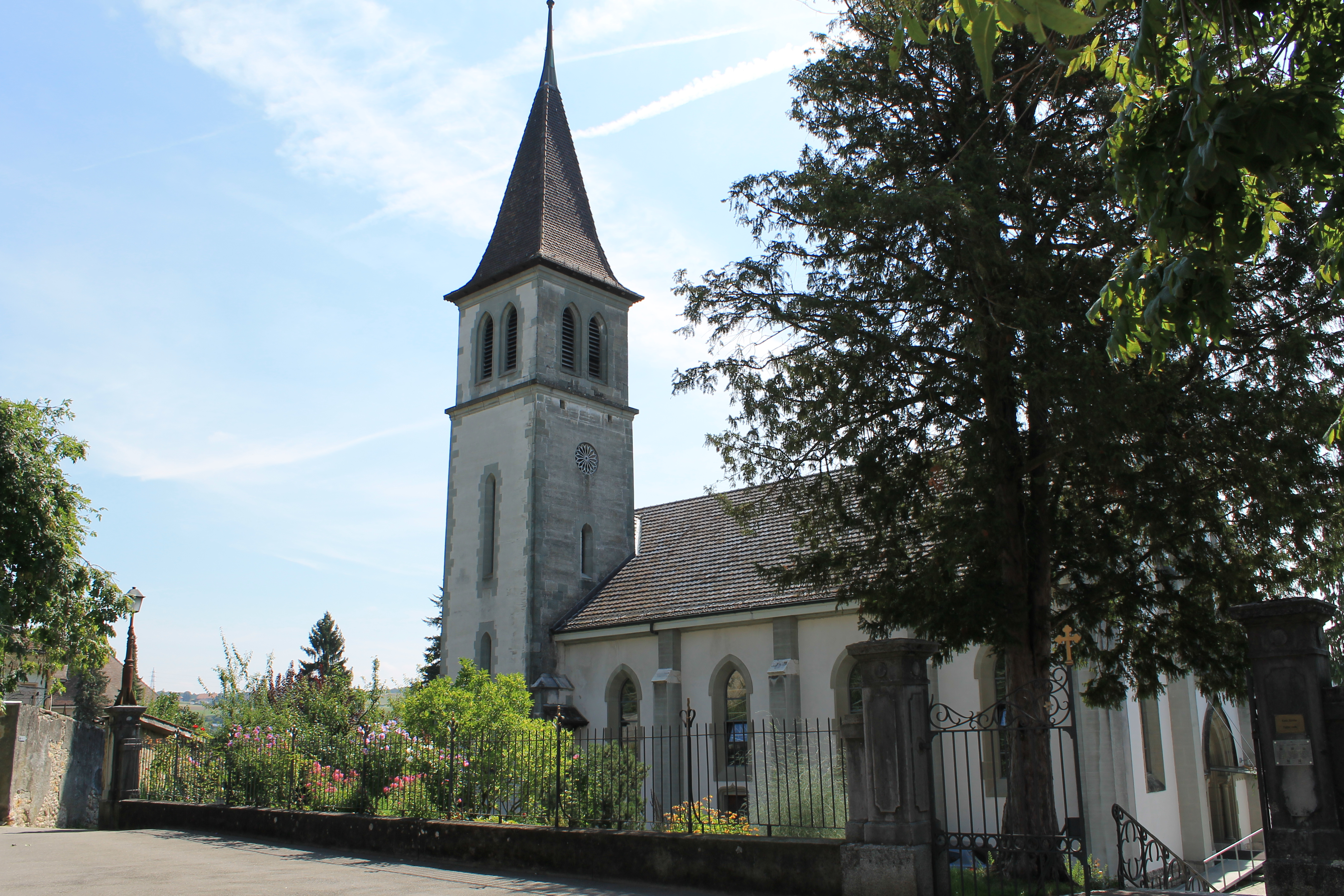
La chiesa cattolica di San Maurizio

- Chiesa riformata tedesca (già di Santa Maria), attestata dal 1381 e ricostruita nel 1681-1682 e nel 1710[1];
- Chiesa riformata francese (già chiesa dell'ospedale di Santa Caterina), eretta nel 1239 e ricostruita dopo il 1476[1];
- Chiesa cattolica di San Maurizio, eretta nel 1885[1].

### Architetture civili

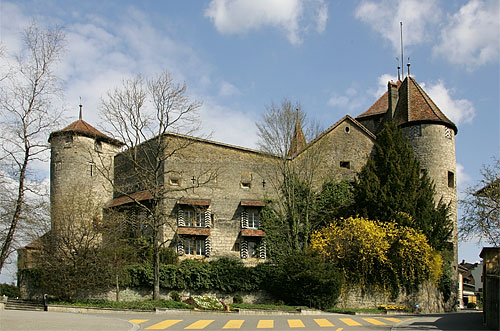
Il castello di Morat

- Castello di Morat, eretto nel 1255-1300 da Pietro II di Savoia[1];
- Castello di Löwenberg[1].

## Società

### Evoluzione demografica
L'evoluzione demografica è riportata nella seguente tabella:
Abitanti censiti

### Lingue e dialetti
Gli abitanti sono per l'83% di lingua tedesca, per il 15% di lingua francese e per lo 0,5% di lingua italiana.

## Geografia antropica

### Frazioni e quartieri

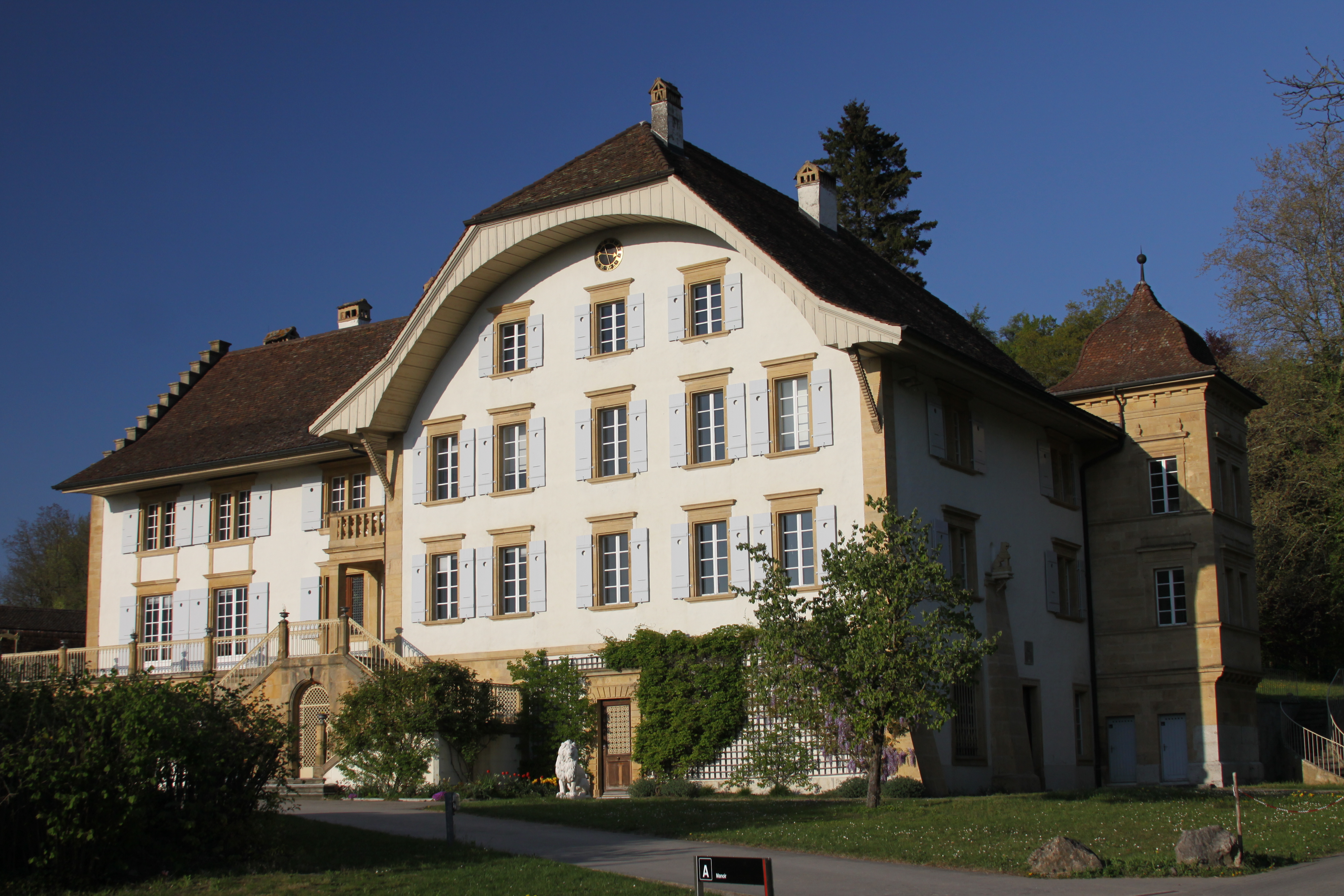
Il castello di Löwenberg

Le frazioni e i quartieri di Morat sono:
- Altavilla[7]
- Büchslen[8]
- Burg bei Murten[9]
  - Oberburg
- Clavaleyres[4]
- Courlevon[10]
- Coussiberlé[11]
- Erli[senza fonte]
- Galmiz[3]
- Gempenach[3]
- Jeuss[12]
- Längmatt
- Löwenberg[senza fonte]
- Lurtigen[13]
- Prehl[senza fonte]
- Salvenach[14]

## Infrastrutture e trasporti
Morat è servita dall'omonima stazione sulle ferrovie Palézieux-Lyss e Friburgo-Morat-Ins.

## Amministrazione
Ogni famiglia originaria del luogo fa parte del comune patriziale che ha la responsabilità della manutenzione di ogni bene comune.